# Lista de vice-presidentes dos Estados Unidos por idade
Esta é uma lista de vice-presidentes dos Estados Unidos por idade . A primeira tabela registra a idade de cada vice-presidente dos Estados Unidos na época da posse dessa pessoa (primeira posse, se essa pessoa foi eleita para mandatos múltiplos e consecutivos), na época em que essa pessoa deixou o cargo e na época do falecimento dessa pessoa. A idade de cada vice-presidente quando faleceu e, a expectativa de vida dessa pessoa, são medidas de duas maneiras; levando em consideração a quantidade de dias bissextos ao longo da vida de cada um. O primeiro algarismo é o número de dias entre a data de nascimento e a data da morte, considerando os dias bissextos; entre parênteses, o mesmo período é dado em anos e dias, com o número total de anos que o vice-presidente viveu e com o número de dias vividos após o último aniversário da pessoa. Onde o vice-presidente ainda está vivo, a expectativa de vida é calculada até 21 de janeiro de 2025.

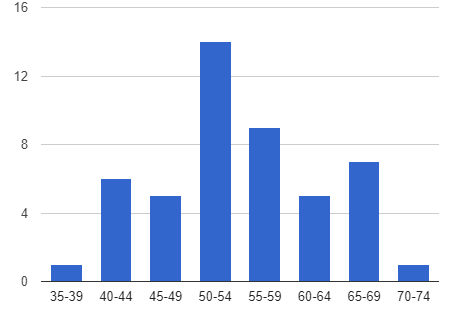
Gráfico representando a idade dos vice-presidentes quando assumiram o cargo

A idade média para assumir à vice-presidência é de cerca de 54 anos e 10 meses. Isso é baseado em quantos anos tinham John Adams e Hubert Humphrey quando entraram no cargo. A pessoa mais jovem a assumir o cargo foi John C. Breckinridge, com 36 anos e 47 dias. Servindo apenas um mandato, ele se tornou e continua sendo o mais jovem até deixar o cargo; o mais velho a assumir o cargo foi Alben W. Barkley, com a idade de 71 anos e 57 dias  . Ele também era o mais velho quando deixou o cargo.
Nascido em 16 de janeiro de 1821, John C. Breckinridge era mais jovem que cinco de seus sucessores, o maior número até então: Andrew Johnson (12 anos e 18 dias); Hannibal Hamlin (11 anos, 4 meses e 20 dias); Henry Wilson (8 anos e 11 meses); William A. Wheeler (1 ano, 6 meses e 17 dias); e Thomas A. Hendricks (1 ano, 4 meses e 9 dias).
Nascido em 8 de julho de 1908, Nelson Rockefeller era mais velho do que cinco de seus antecessores, o maior número até então: Lyndon B. Johnson (1 mês e 19 dias); Hubert Humphrey (2 anos, 10 meses e 19 dias); Richard Nixon (4 anos, 6 meses e 1 dia); Gerald Ford (5 anos e 6 dias); e Spiro Agnew (10 anos, 4 meses e 1 dia).
Três vice-presidentes — Hannibal Hamlin, Charles G. Dawes e Lyndon B. Johnson — nasceram em 27 de agosto (em 1809, 1865 e 1908, respectivamente). Este é o único dia do ano em que vários vice-presidentes fazem aniversário. 
O vice-presidente mais velho, ainda vivo, é Dick Cheney, nascido em 30 de janeiro de 1941 (84 anos e 51 dias). O vice-presidente, mais jovem, ainda vivo, é o atual JD Vance. O vice-presidente com o tempo de vida mais curto foi Daniel D. Tompkins, que faleceu aos 50 anos e 355 dias de idade, apenas 99 dias após deixar o cargo. O que viveu pelo período mais longo foi John Nance Garner, que faleceu em 7 de novembro de 1967, aos 98 anos e 350 dias de idade. Ele é um dos seis vice-presidentes dos EUA (junto com Levi P. Morton, George HW Bush, Gerald Ford, Walter Mondale e John Adams ) que viveram até os 90 anos.
Daniel D. Tompkins foi o que viveu menos tempo pós-vice-presidência, falecendo apenas três meses após deixar o cargo. Walter Mondale foi o que viveu por mais tempo pós-vice-presidência, falecendo 40 anos depois de deixar o cargo.

## Dados referentes à idade Vice-Presidencial